# Peperomia caniana
Peperomia caniana är en pepparväxtart som beskrevs av William Trelease. Peperomia caniana ingår i släktet peperomior, och familjen pepparväxter. Inga underarter finns listade i Catalogue of Life.